# كريستيان بولسن
كريستيان باغر بولسن (بالدنماركية: Christian Poulsen)‏، من مواليد 28 فبراير 1980 في أنياس في الدنمارك، لاعب كرة قدم دنماركي سابق، وهو مساعد مدرب منتخب الدنمارك.
بدأ مسيرته الكروية مع نادي كوبنهاغن في عام 2000، ولعب معهم حتى عام 2002، وشارك معهم في 45 مباراة وسجل 11 هدف، في عام 2002 انتقل إلى نادي شالكه الألماني، ولعب معهم حتى عام 2006، وشارك معهم في 111 مباراة وسجل 3 أهداف، ومنذ عام 2006 وهو يلعب مع نادي إشبيلية الإسباني، وفي عام 2008 انتقل إلى نادي يوفنتوس الإيطالي ليخوض تجربة جيدة في دوري الكالتشيو حتى تم اعلان انتقاله إلى
نادي ليفربول عام 2010..
و قد بدأ باللعب مع منتخب الدنمارك لكرة القدم في عام 2001.
قام اللاعب الدانماركي كريستيان بولسن بعد انضمامه بأيام قليلة إلى نادي ليفربول الأنجليزي بالإساءة مرة أخرى للعرب والمسلمين دون أي سبب لذلك.
فقد سئل بولسن عن حظوظ فريقه الجديد في المنافسة على الدورى الإنجليزي مقارنة بالفرق الأخرى مثل مانشيستر سيتي الذي دعم صفوفه بعدة لاعبين ممتازين، قال بولسن: «ليفربول يبقى دائما أكبر من ذلك الفريق الذي يملكه العرب وحتى جارهم مانشستر يونايتد أفضل منهم على الرغم من أنهم صرفوا ما يُقارب 130 مليون إسترليني هذا الصيف». ويشير بقوله: «الذي يملكه العرب» إلى ملاكه الإماراتيين «الشيخ آل نهيان».

## إساءات للإسلام
ويأتي تصريح بولسن للصحافة الإنجليزية حاملاً نوايا خبيثة لأنه أكد عداوته للعرب والمسلمين أكثر من مرة، حيث كان بإمكان بولسن أن يسمي الأسماء بمسمياتها ويقول مباشرة «ليفربول أكبر من مانشيستر سيتي» لكنه فضل استعمال مصطلح «العرب» لإحداث الفتنة بينهم وبين ليفربول.[بحاجة لمصدر]

## روابط خارجية
- كريستيان بولسن على موقع الاتحاد الدولي (مؤرشف)  (الإنجليزية)
- كريستيان بولسن على موقع الاتحاد الأوربي (الإنجليزية)
- كريستيان بولسن على موقع إي إس بي إن إف سي (الإنجليزية)
- كريستيان بولسن على موقع قاعدة بيانات كرة القدم.إي يو (الإنجليزية)
- كريستيان بولسن على موقع بيانات كرة القدم. دي إي (الألمانية)
- كريستيان بولسن على موقع ناشيونال فوتبول تيمز (الإنجليزية)
- كريستيان بولسن على موقع Soccerbase.com (لاعب) (الإنجليزية)
- كريستيان بولسن على موقع Soccerway.com (الإنجليزية)
- كريستيان بولسن على موقع عالم كرة القدم.نت (الإنجليزية)
- كريستيان بولسن على موقع كووورة